# Missing You (An album of love) (álbum recopilatorio)
Missing you - an album of love es un álbum recopilatorio de canciones románticas que fueron publicadas originalmente por el sello discográfico EMI. La recopilación estuvo a cargo de Ashley Abram, director de Box Music Ltd., responsable también de la serie recopilatoria That's What I Call Music.
Bajo este título se reconocen 3 ediciones distintas. La publicación del año 1990, en Reino Unido, con un arte de tapa diseñado por QD. La publicación del año 1991 que reconoce cambios en el setlist con respecto a la de 1990, y que tiene ediciones en toda Latinoamérica, Europa, y en países como Sudáfrica, Yugoslavia y Japón. Y una edición doble, que a su vez tiene cambios con respecto a las publicaciones anteriores. 
El éxito en ventas que tuvo esta serie llevó a que haya un Missing you - an album of love 2, Missing you - an album of love 3 y Missing You IV / An Album Of Love.

## La edición de 1990
La primera edición fue publicada en octubre de ese año, en Reino Unido y Finlandia. En Reino Unido mereció disco de platino por superar las 300 mil copias. Así mismo el disco llegó a la posición #32 de los discos más vendidos de Reino Unido en 1990. En Finlandia registró ventas por 32750 placas. El arte de tapa, de la mujer recostada contra la pared, en actitud melancólica que fue diseñado por el estudio de diseño QD, fue usada en casi todas las ediciones posteriores del año 1991.

## La edición de 1991
La edición de 1991 o segunda edición reconoce ediciones en Argentina, México, Guatemala, Venezuela,  Yugoslavia, Holanda, Israel, Turquía, Sudáfrica y Japón. La misma conservó el arte de tapa de la primera edición, salvo en Japón donde EMI Thosiba  usó un diseño distinto. Del mismo modo, el tracklist que conformó la publicación tuvo cambios con respecto a la edición original de 1990. 
Con respecto a esta edición, la edición publicada en Brasil tiene menos canciones con 12 tracks distribuidos 6 y 6, a diferencia de los 16 tracks (8 y 8).
La edición publicada en Dinamarca, también tiene cambios con respecto al tracklist que se publica en el resto de los países. Por ejemplo, en vez de iniciar con It must have been love de Roxette, eligen la canción Fading like a flower

## La edición doble
Además de las dos ediciones mencionadas, existe una publicación doble que se lanzó en Francia y Alemania. Tiene un total de 32 canciones, que contiene algunas de las canciones de las dos publicaciones, pero que también tiene diferencias.

## Certificaciones[13][14]
Por las ventas obtenidas obtuvo las siguientes certificaciones:
- Finlandia. Certificación IFPI. 32.750 placas vendidas.
- Inglaterra. Disco de platino. 300.000 placas vendidas.
- Brasil. Disco de oro. 300.000 placas vendidas.

## Tracklist Edición 1990[15]
| Lado A |                          |                                   |                                |          |  |
| N.º    | Título                   | Escritor(es)                      | Intérprete                     | Duración |  |
| 1.     | «It Must Have Been Love» | Per Gessle                        | Roxette                        | 5:37     |  |
| 2.     | «All Around The World»   | Morris, Devaney, Lisa Stansfield  | Lisa Stansfield                | 4:29     |  |
| 3.     | «Miss You Like Crazy»    | G. Goffin, M. Masser, P. Glass    | Natalie Cole                   | 3:54     |  |
| 4.     | «I Don't Wanna Lose You» | A. Hammond, G. Lyle               | Tina Turner                    | 4:13     |  |
| 5.     | «I'm Still Waiting»      | D. Richards                       | Diana Ross                     | 3:44     |  |
| 6.     | «Wishing On A Star»      | Calvin                            | Rose Royce                     | 4:51     |  |
| 7.     | «The Tracks Of My Tears» | M. Tarplin, W. Robinson, W. Moore | Smokey Robinson & The Miracles | 2:54     |  |
| 8.     | «Crying»                 | Melson, Roy Orbison               | Roy Orbison                    | 2:46     |  |

| Lado B |                                 |                            |                |          |  |
| N.º    | Título                          | Escritor(es)               | Intérprete     | Duración |  |
| 1.     | «Right Here Waiting»            | Gaitsch, Richard Marx      | Richard Marx   | 4:24     |  |
| 2.     | «Miss You Nights»               | Townsend                   | Cliff Richard  | 3:58     |  |
| 3.     | «Without You»                   | P. Ham, T. Evans           | Nilsson        | 3:21     |  |
| 4.     | «Missing You»                   | Sandford, Waite, Leonard   | John Waite     | 4:29     |  |
| 5.     | «Fool (If You Think It's Over)» | Chris Rea                  | Chris Rea      | 4:03     |  |
| 6.     | «God Only Knows»                | Brian Wilson, Asher        | The Beach Boys | 2:55     |  |
| 7.     | «Hard To Say I'm Sorry»         | David Foster, Peter Cetera | Chicago        |          |  |
| 8.     | «Missing You»                   | Chris De Burgh             | Chris De Burgh | 4:07     |  |

## Tracklist Edición 1991
| Lado A |                          |                                                       |                   |          |  |
| N.º    | Título                   | Escritor(es)                                          | Intérprete        | Duración |  |
| 1.     | «It Must Have Been Love» | Per Gessle                                            | Roxette           | 5:37     |  |
| 2.     | «Don’t Worry»            | Horns – Paul Spong, R. Edwards, R. Lorimer, S. Clarke | Kim Appleby       | 3:30     |  |
| 3.     | «Right Here Waiting»     | B. Gaitsch, Richard Marx                              | Richard Marx      | 4:06     |  |
| 4.     | «Hold on»                | A. Hammond, G. Lyle                                   | Wilson Phillips   | 4:26     |  |
| 5.     | «In Private»             | Neil Tennant, Chris Lowe                              | Dusty Springfield | 3:44     |  |
| 6.     | «Woman»                  | John Lennon                                           | John Lennon       | 4:51     |  |
| 7.     | «Don't Dream It's Over»  | Neil Finn                                             | Crowded House     | 3:58     |  |
| 8.     | «Missing you»            | John Waite                                            | John Waite        | 4:30     |  |

| Lado B |                             |                                                            |                 |          |  |
| N.º    | Título                      | Escritor(es)                                               | Intérprete      | Duración |  |
| 1.     | «Have you seen her»         | Barbara Acklin, Eugene Record                              | MC Hammer       | 4:42     |  |
| 2.     | «I don't want to lose you»  | A. Hammond, G. Lyle                                        | Tina Turner     | 4:13     |  |
| 3.     | «Kayleigh»                  | Mark Kelly, Ian Mosley, Steve Rothery, Pete Trewavas, Fish | Marillion       | 4:03     |  |
| 4.     | «Cryin'»                    | Gregg Trip, Jeff Paris                                     | Vixen           | 3:31     |  |
| 5.     | «Love Changes (Everything)» | Simon Climie, Dennis Morgan, Rob Fisher                    | Climie Fisher   | 4:28     |  |
| 6.     | «Lovin' You»                | Brian Wilson, Asher                                        | Minnie Riperton | 3:46     |  |
| 7.     | «Chain Reaction»            | Barry Gibb, Robin Gibb, Maurice Gibb                       | Diana Ross      |          |  |
| 8.     | «Miss You Nights»           | Townsend                                                   | Cliff Richard   | 4:07     |  |

## Tracklist Edición brasileña 1991[16]
| Lado A |                              |                                    |                 |          |  |
| N.º    | Título                       | Escritor(es)                       | Intérprete      | Duración |  |
| 1.     | «It Must Have Been Love»     | Per Gessle                         | Roxette         | 5:37     |  |
| 2.     | «Hold On»                    | C. Wilson, C. Phillips, G. Ballard | Wilson Phillips | 3:40     |  |
| 3.     | «Right Here Waiting»         | B. Gaitsch, Richard Marx           | Richard Marx    | 4:06     |  |
| 4.     | «Sharing The Night Together» | Ava Aldridge, Eddie Struzick       | Dr. Hook        | 4:26     |  |
| 5.     | «Woman»                      | John Lennon                        | John Lennon     | 3:28     |  |
| 6.     | «Year of the Cat»            | Al Stewart, Peter Wood             | Al Stewart      | 6:40     |  |

| Lado B |                                              |                                                            |              |          |  |
| N.º    | Título                                       | Escritor(es)                                               | Intérprete   | Duración |  |
| 1.     | «Have you seen her»                          | Barbara Acklin, Eugene Record                              | MC Hammer    | 4:42     |  |
| 2.     | «I don't want to lose you»                   | A. Hammond, G. Lyle                                        | Tina Turner  | 4:13     |  |
| 3.     | «Kayleigh»                                   | Mark Kelly, Ian Mosley, Steve Rothery, Pete Trewavas, Fish | Marillion    | 4:03     |  |
| 4.     | «Is This Love»                               | Coverdale, Sykes                                           | Whitesnake   | 4:35     |  |
| 5.     | «Just My Imagination (Running Away With Me)» | Barrett Strong, Norman Whitfield                           | Lillo Thomas | 4:50     |  |
| 6.     | «Chain Reaction»                             | Barry Gibb, Robin Gibb, Maurice Gibb                       | Diana Ross   | 4:03     |  |

## Tracklist Edición dinamarquesa 1991[17]
| Lado A |                                               |                               |                   |          |  |
| N.º    | Título                                        | Escritor(es)                  | Intérprete        | Duración |  |
| 1.     | «Fading Like a Flower (Every Time You Leave)» | Per Gessle                    | Roxette           | 3:54     |  |
| 2.     | «Right Here Waiting»                          | B. Gaitsch, Richard Marx      | Richard Marx      | 4:07     |  |
| 3.     | «You're In Love»                              | Glen Ballard, Wilson Phillips | Wilson Phillips   | 4:51     |  |
| 4.     | «In Private»                                  | Neil Tennant, Chris Lowe      | Dusty Springfield | 4:20     |  |
| 5.     | «Woman»                                       | John Lennon                   | John Lennon       | 3:29     |  |
| 6.     | «Don't Dream It's Over»                       | Neil Finn                     | Crowded House     | 3:55     |  |
| 7.     | «Missing You»                                 | Sandford, Waite, Leonard      | John Waite        | 4:02     |  |
| 8.     | «I Will Live For You»                         | Joe Cocker                    | Joe Cocker        | 4:10     |  |

| Lado B |                             |                                                            |                 |          |  |
| N.º    | Título                      | Escritor(es)                                               | Intérprete      | Duración |  |
| 1.     | «I don't want to lose you»  | A. Hammond, G. Lyle                                        | Tina Turner     | 4:18     |  |
| 2.     | «Kayleigh»                  | Mark Kelly, Ian Mosley, Steve Rothery, Pete Trewavas, Fish | Marillion       | 3:36     |  |
| 3.     | «Cryin'»                    | Gregg Trip, Jeff Paris                                     | Vixen           | 4:03     |  |
| 4.     | «Love Changes (Everything)» | Simon Climie, Dennis Morgan, Rob Fisher                    | Climie Fisher   | 4:29     |  |
| 5.     | «Lovin' You»                | Barrett Strong, Norman Whitfield                           | Minnie Riperton | 3:31     |  |
| 6.     | «Chain Reaction»            | Barry Gibb, Robin Gibb, Maurice Gibb                       | Diana Ross      | 3:49     |  |
| 7.     | «Miss You Nights»           | Townsend                                                   | Cliff Richard   | 3:49     |  |
| 8.     | «Is This Love»              | Coverdale, Sykes                                           | Whitesnake      | 4:43     |  |

## Tracklist Edición doble 1991[18]
| Lado A |                                      |                                                            |                 |          |  |
| N.º    | Título                               | Escritor(es)                                               | Intérprete      | Duración |  |
| 1.     | «Missing you»                        | John Waite                                                 | John Waite      | 4:27     |  |
| 2.     | «Right Here Waiting»                 | B. Gaitsch, Richard Marx                                   | Richard Marx    | 4:23     |  |
| 3.     | «Kayleigh»                           | Mark Kelly, Ian Mosley, Steve Rothery, Pete Trewavas, Fish | Marillion       | 4:00     |  |
| 4.     | «Don't Dream It's Over»              | Neil Finn                                                  | Crowded House   | 4:03     |  |
| 5.     | «How Does It Feel The Morning After» | Lynch, Gerald                                              | Bliss           | 3:29     |  |
| 6.     | «When Will I See You Again»          | Kenneth Gamble, Leon Huff                                  | Brother Beyond  | 3:33     |  |
| 7.     | «Release Me»                         | Wilson Phillips                                            | Wilson Phillips | 4:54     |  |
| 8.     | «Blues eyes»                         | Elton John, Gary Osborne                                   | Elton John      | 3:25     |  |

| Lado B |                         |                                                 |               |          |  |
| N.º    | Título                  | Escritor(es)                                    | Intérprete    | Duración |  |
| 1.     | «A Groovy Kind of Love» | Carole Bayer Sager, Toni Wine                   | Phil Collins  | 3:30     |  |
| 2.     | «Drive»                 | Ric Ocasek                                      | The Cars      | 3:55     |  |
| 3.     | «Wherever I Lay My Hat» | Marvin Gaye, Barrett Strong, Norman Whitfield   | Paul Young    | 5:55     |  |
| 4.     | «Miss You So»           | C.de Rouge, G. Mende, M.D. Clinic, M. Applegate | Bonnie Bianco | 4:29     |  |
| 5.     | «Too Much Heaven»       | Barry Gibb, Robin Gibb, Maurice Gibb            | Bee Gees      | 4:54     |  |
| 6.     | «I'm Not in Love»       | Eric Stewart, Graham Gouldman                   | 10cc          | 3:49     |  |
| 7.     | «Talk It Over»          | Irwin Levine, Sandy Linzer                      | Grayson Hugh  | 4:17     |  |
| 8.     | «Take On Me»            | Morten Harket, Paul Waaktaar-Savoy, Mags        | A-ha          | 3:46     |  |

| Lado C |                           |                                           |                              |          |  |
| N.º    | Título                    | Escritor(es)                              | Intérprete                   | Duración |  |
| 1.     | «Tonight Tonight Tonight» | Tony Banks, Phil Collins, Mike Rutherford | Genesis                      | 8:52     |  |
| 2.     | «Love Me Tomorrow»        | Peter Cetera, David Foster                | Chicago                      | 5:06     |  |
| 3.     | «You Bring Me Joy»        | David Lasley                              | Anita Baker                  | 4:24     |  |
| 4.     | «Keep On Loving You»      | Kevin Cronin                              | REO Speedwagon               | 3:18     |  |
| 5.     | «Miss You Nights»         | Townsed                                   | Cliff Richard                | 3:56     |  |
| 6.     | «Young Girl»              | Kenneth Gamble, Leon Huff                 | Gary Puckett & The Union Gap | 3:11     |  |
| 7.     | «Only you»                | Buck Ram, Ande Rand                       | The Platters                 | 2:33     |  |
| 8.     | «Unchained Melody»        | Alex North, Hy Zaret                      | The Righteous Brothers       | 2:35     |  |

| Lado D |                             |                                         |                 |          |  |
| N.º    | Título                      | Escritor(es)                            | Intérprete      | Duración |  |
| 1.     | «Your Love Is King»         | Sade, Stuart Matthewman                 | Sade            | 3:58     |  |
| 2.     | «Careless Whisper»          | George Michael, Andrew Ridgeley         | Wham!           | 5:02     |  |
| 3.     | «I Really Miss You So»      | Andrew Banfield, The Pasadenas          | The Pasadenas   | 4:38     |  |
| 4.     | «This Kind Of Woman»        | Ward, Campbell                          | Everyday People | 5:48     |  |
| 5.     | «Love Changes (Everything)» | Simon Climie, Rob Fisher, Dennis Morgan | Climie Fisher   | 4:32     |  |
| 6.     | «When You Love I Get Lazy»  | Watson, McGroarty                       | Helen Watson    | 4:57     |  |
| 7.     | «Have You Seen Her»         | Barbara Acklin, Eugene Record           | MC Hammer       | 4:42     |  |
| 8.     | «I Don't Wanna Lose You»    | Albert Hammond, Graham Lyle             | Tina Turner     | 4:19     |  |